# Poul Egede

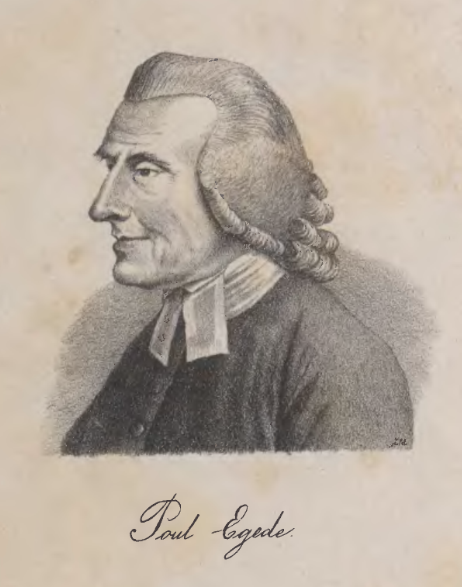
Poul Egede (Kopie einer Zeichnung von 1787)

Poul Hansen Egede (* 9. September 1708 in Kabelvåg, Norwegen; † 6. Juni 1789 in Kopenhagen) war ein dänisch-norwegischer Grönland-Missionar, Sprachwissenschaftler und Übersetzer.

## Leben

### Jugend in Norwegen und Grönland
Poul Egede war das älteste der vier Kinder von Hans Egede (1686–1758) und seiner ersten Frau Gertrud Rask (1673–1735). Er wuchs in Vågan auf, wo sein Vater als Kaplan tätig war. 1718 verließ sein Vater die Stelle und zog mit seiner Frau und den vier Kindern der Familie, darunter dem zehnjährigen Poul, nach Bergen.
Hans Egede bemühte sich nach Grönland gesendet zu werden, was ihm schließlich genehmigt wurde und so zog die Familie 1721 nach Grönland, wo Pouls Vater in der Kolonie Håbets Ø begann, die dortigen Inuit zum Christentum zu bekehren. Hans Egede begann schnell, sich mit seiner Familie vermehrt unter den Grönländern aufzuhalten. Der anfangs zwölfjährige Poul hatte wenig Probleme, die grönländische Sprache zu erlernen. Darüber hinaus lernte er auch das Kajakfahren und ging mit den Grönländern auf die Jagd. Sein Vater nutzte die Fähigkeiten seines Sohns und das Vertrauen der grönländischen Kinder zu ihm, um ihn bei der Missionsarbeit einzusetzen. Poul verbesserte die Sprachfähigkeiten seines Vaters, dolmetschte und unterrichtete die Kinder im Christentum.

### Studium in Dänemark
1728 schickte sein Vater ihn zum Theologiestudium nach Kopenhagen, bereits mit dem Plan ihn zu seinem Nachfolger für die Grönlandmission zu machen. Gemeinsam mit fünf Grönländern, darunter Pooq, wurde Poul im Kopenhagener Waisenhaus einquartiert, bis dieses einem Stadtbrand zum Opfer fiel, woraufhin die Gruppe auf Schloss Frederiksborg wohnte. Er interessierte sich eigentlich für eine Karriere als Seeoffizier und bekam eine solche Ausbildung von König Friedrich IV. angeboten, aber schließlich beugte er sich dem Willen seines Vaters. Nach vorbereitendem Unterricht, begann Poul erst 1731 sein Theologiestudium. Die Missionstätigkeit in Grönland verlief in dieser Zeit nur schleppend und Hans Egede bedurfte der Unterstützung seines Sohns. Das Missionskollegium bemühte sich 1733, dass Poul zurück nach Grönland reiste, um Missionar zu werden, aber dieser hatte sein Studium noch nicht beendet. Den Versuch, ihn ohne Abschlussexamen zu ordinieren, ließ Poul selbst vom König ablehnen, da er das Studium gerne beenden wollte. 1734 schloss er das Theologiestudium ab, wurde ordiniert und reiste – widerwillig – als Missionar zurück nach Grönland.

### Missionarstätigkeit in Grönland
In den ersten 13 Jahren der dänischen Kolonialisierung Grönlands hatte es nur eine Kolonie gegeben, aber 1734 sollte Jacob Severin eine weitere gründen. Für die neue Kolonie Christianshaab in Qasigiannguit wurde Poul Egede als Missionar auserkoren, während sein Vater Missionar in der 1728 nach Nuuk verlegten Kolonie Godthaab war. Poul Egede weihte die Kolonie feierlich ein und reiste anschließend nach Süden, um seine Eltern in Nuuk zu besuchen. Dort blieb er vorerst und unterstützte seinen Vater entgegen den eigentlichen Plänen in der dortigen Missionsarbeit. Nach dem Tod seiner Mutter im Jahr 1735 und dem daraus folgenden Beschluss seines Vaters nach Europa zurückzukehren, blieb Poul Egede ein weiteres Jahr in Nuuk, um die Nachfolger seines Vaters auf die Arbeit vorzubereiten. Erst 1736 konnte er seine eigentliche Berufung als Missionar in der Kolonie Christianshaab aufnehmen. Mit seinem Amt reiste er im Gebiet der gesamten Diskobucht umher und brachte der Bevölkerung das Christentum näher. Von großer Hilfe war ihm dabei die junge Grönländerin Arnarsaĸ, die ihn bei der Missionsarbeit kräftig unterstützte. Es gelang Poul, eine größere christliche Gemeinde im nördlich von Qasigiannguit gelegenen Ilimanaq zu schaffen.
In dieser Zeit begann Poul Egede mit der Übersetzung biblischer Schriften ins Grönländische. 1737 hatte er das 1. Buch Mose fertigübersetzt, aber nicht herausgegeben. 1739 waren auch das 2. und das 3. Buch Mose fertigübersetzt, aber Arnarsaĸ war der Meinung, dass das Alte Testament die grönländische Gemeinde verärgern könnte, sodass er die Übersetzungen beiseitelegte und sich stattdessen dem Neuen Testament widmete.

### Nach der Rückkehr nach Dänemark
Das grönländische Klima machte sich jedoch an Poul Egedes Gesundheit zu schaffen und vor allem seine Augen litten stark. Zum großen Bedauern der von ihm aufgebauten Gemeinde hielt er am 24. Juni (oder Juli) 1740 seine letzte Predigt und kehrte daraufhin nach Dänemark zurück. Nach seiner Rückkehr unterstützte er seinen Vater kurzzeitig bei der Arbeit an Det Grønlandske Seminarium, bevor er 1741 zum Pastor der Krankenhauskirche Vartov in Kopenhagen ernannt wurde, was er bis zu seinem Tod blieb. In Dänemark führte Poul Egede seine Übersetzungsarbeit fort. Bereits 1740 hatte er die ersten beiden Evangelien übersetzt. 1741 gab er Continuation af Relationerne betreffende den Grønlandske Missions Tilstand og Beskaffenhed heraus, eine Fortsetzung des Werks seines Vaters, das zwei Jahre später von seinem Bruder Niels Egede eine dritte Ausgabe erhielt.
Am 7. Februar 1742 heiratete er in Kopenhagen Elisabeth Maria Frauen (1718–1752), Tochter des Regimentquartiermeisters und späteren Zollinspektors und Justizrats Marcus Haggæus Frauen (um 1685–1735) und seiner Frau Benedicte Christiane Falsen († 1728). Aus der Ehe ging die Tochter Gjertrud Kirstine Egede (1748–1815) hervor, die den Missionar Henrik Christopher Glahn (1738–1804) heiratete.
1744 gab er die vier Evangelien heraus, die er 1758 ergänzt um die Apostelgeschichte des Lukas neu herausgab. Neben seiner Tätigkeit als Pastor wurde Poul Egede 1747 zum Nachfolger seines Vaters als Leiter des Seminariums ernannt. Daneben war er auch sprachwissenschaftlich tätig und veröffentlichte 1750 das erste grönländische Wörterbuch.
Seine Frau starb 1752 im Alter von nur 33 Jahren und Poul Egede heiratete am 27. Juli 1753 in Kopenhagen die erst 17-jährige Maria Christine Thestrup (1735–1768), Tochter des Juristen Christian Frandsen Thestrup (1689–1750) und seiner Frau Karen Larsdatter Fogh (1709–1747). Im Folgejahr wurde die Tochter Karen Poulsdatter Egede (1754–1800) geboren, die erst mit dem Pastor Bendix Krøll (1735–1782), dann mit dem Juristen Frederik Gottlieb Sporon (1749–1811) verheiratet war. Weitere Kinder waren die als Säugling gestorbene Elisabeth Marie Egede (1756–1757), der im Militärdienst jung gestorbene Hans Christian Egede (1757–1782), der als Säugling gestorbene Christian Thestrup Egede (1759–1760) und sein gleichnamiger Bruder Christian Thestrup Egede (1761–1803), der mit Magdalene „Lene“ Barbara Budtz (1762–1838) verheiratet war, aber kinderlos starb, und zuletzt der ebenfalls als Kleinkind verstorbene Laurentius Egede (1766–1769).
1758, dem Todesjahr seines Vaters, erhielt Poul Egede den Titel eines Propsts und Inspekteurs über die grönländische Mission. 1756 erschien ein Katechismus nach Erik Pontoppidan, den er bereits Anfang der 1740er Jahre begonnen hatte, wobei Poul Egede ihn umschrieb, um ihn der grönländischen Mission anzupassen. 1760 veröffentlichte er die erste grönländische Grammatik. 1761 wurde er zum Titularprofessor ernannt. 1766 gab er die erste grönländische Übersetzung des gesamten Neuen Testaments heraus.
Seine zweite Frau starb 1768 im Alter von 32 Jahren und Poul heiratete am 12. April 1771 in dritter Ehe die Schwester seiner zweiten Ehefrau, die 35 Jahre jüngere Christiane Amalie Thestrup (1744–1795). Die Ehe blieb kinderlos.
1774 wurde er Beigeordneter des Missionskollegiums und Direktor des Waisenheims. 1779 wurde er zum Titularbischof von Grönland ernannt, wie sein Vater es bereits gewesen war. 1783 veröffentlichte er ein Ritualbuch und 1787 eine grönländische Übersetzung von Thomas von Kempens Nachfolge Christi. Seit 1785 war er Mitglied der Königlich Norwegischen Wissenschaftlichen Gesellschaft. 1788 erschien mit Efterretninger om Grønland ein weiteres Werk über Grönland, das auf seinem über 67 Jahre geführten Tagebuch basierte. Ein Jahr später starb er 80-jährig in Kopenhagen.

## Werke
- 1741: Continuation af Relationerne Betreffende Den Grønlandske Missions Tilstand Og Beskaffenhed, Forfattet I Form af en Journal fra Anno 1734 til 1740 („Fortführung der Relationen bezüglich des Zustands und der Beschaffenheit der grönländischen Mission, verfasst in Form eines Journals von 1734 bis 1740“) (eingeschränkte Vorschau in der Google-Buchsuche)
- 1744: Evangelium Okausek tussarnersok Gub Niarnanik Innungortomik, okausianiglo, Usornartuleniglo, tokomello umarmello, Killaliarmello, Innuin annauniartlugit, aggerromartomiglo, tokorsut tomasa umartitsartortlugit („Evangelium, das wohlklingende Wort von der Geburt von Gottes Sohn, [...]“) (Online)
- 1750: Dictionarium Grönlandico-Danico-Latinum, Complectens Primitiva cum suis Derivatis, qvibus interjectæ sunt voces primariæ („Wörterbuch Grönländisch-Dänisch-Latein, beinhaltend die Grundwörter mit ihren Ableitungen, [...]“) (Online)
- 1756: Catechismus Mingnek D. M. Lutherim Aglega Innusuinnut Innungnullo Gum Okausianik illisimangangitsut, suna operekullugo, kannorlo innukullugit Tokorsub kingornane Killangmut pekkullugit („Kleinster Katechismus, Herrn M. Luthers Schrift, [...]“) (Online)
- 1760: Grammatica Grönlandica Danico-Latina („Grönländische Grammatik Dänisch-Latein“) (Online)
- 1766: Testamente Nutak, eller Det Nye Testamente, oversat i det Grönlandske Sprog, med Forklaringer, Paralleler og udförlige Summarier („Das Neue Testament [gr.], oder Das Neue Testament [dä.], übersetzt in die Grönländische Sprache, mit Erklärungen, Parallelen und ausführlichen Zusammenfassungen“) (Online)
- 1783: Ajokærsoirsun Atuagekseit Nalegbingne Gröndlandme. Ritual over Kirke-Forretningerne ved den Danske Mission paa Grønland („Das Buch der Lehrer in der Kirche in Grönland. Ritual über die Kirchengeschäfte in der Dänischen Mission auf Grönland“) (Online)
- 1787: Thomas à Kempis Aglegtok Okkoninga Okautsinnik Christus-mik Mallingnairsut pivlugit. Illuartumik innukullugit Ingerlatillutik tamanga Piungitsomit killangmut („Von Thomas von Kempen geschrieben diese Worte, Über die Nachfolger Christi [...]“) (Online)
- 1788: Efterretninger om Grønland, uddragne af en Journal holden fra 1721 til 1788 („Berichte über Grönland, ausgezogen aus einem von 1721 bis 1788 geführten Journal“) (Online)